# Морель, Виктор
Виктор Морель (фр. Victor Maurel; 17 июня 1848, Марсель, Франция — 22 октября 1923, Нью-Йорк, США) — французский оперный певец (баритон).

## Биография
Обучался в Парижской консерватории, в 1867 году дебютировал в Марселе, а затем и в Париже.
С 1879 по 1894 год — в труппе Парижской оперы.
Много выступал в США. Дебютировав в 1873 году в Нью-Йорке в Академии музыки, в течение пяти сезонов (1894—1896 и 1898—1899) пел в Метрополитен-опере. На сцене театра «Ковент-Гарден» выступал в 1873—1879, 1891—1895 и 1904 годах.
После окончания певческой карьеры преподавал в Нью-Йорке, издал ряд трудов по вокальному мастерству.

## Творчество
Исполнял партии преимущественно на итальянском и французском языках, пел также на немецком в ряде опер Вагнера.
Морель — первый исполнитель партий Яго в опере Верди «Отелло» (1887), Фальстафа в одноимённой опере того же автора (1893), Тонио в «Паяцах» Леонкавалло.
Кроме того, одним из наиболее удачных и успешных его образов считается Дон Жуан в опере Моцарта.
Существуют записи Мореля, сделанные в 1900-х годах, когда пик его карьеры уже был позади.

## Произведения
- О промежуточной лирической драме Отелло (Рим, 1888)
- Песня, написанная наукой (Париж 1892)
- Проблема искусства (Париж 1893)
- О промежуточной драме Дон Жуан (Париж 1896)
- Искусство пения (Париж 1897)
- Десять лет карьеры (Париж 1897)